# Allancastria caucasica
Espèce
Allancastria caucasica est une espèce de lépidoptères de la famille des Papilionidae et de la sous-famille des Parnassiinae.

## Systématique
L'espèce Allancastria caucasica a été décrite par l'entomologiste autrichien Julius Lederer en 1864.
Synonymes : 
- Zerynthia caucasica (Lederer, 1864)[2]
- Allancastria tkatschukovi Sheljuzhko, 1927
- Allancastria cachetica Sheljuzhko, 1927[3].

## Description
L'imago d’Allancastria caucasica est un papillon de taille moyenne, au fond blanc ocré orné de marques brunes soulignées aux postérieures d'une ligne submaginale de points bleus doublée d'une ligne de points rouges.

## Biologie

### Phénologie
Il vole en une seule génération annuelle, d'avril à juin.
L'hivernation se fait au stade de chrysalide.

### Plantes-hôtes
Sa plante-hôte est Aristolochia iberica.

## Distribution
Son aire de répartition comprend les rives de la mer Noire, en particulier le nord-est de la Turquie et la Géorgie.